# Jonathan Phillips
Jonathan Mark Phillips (Londres, Inglaterra; 5 de septiembre de 1963), conocido también como Jonny Phillips, es un actor británico.

## Carrera
Jonny Phillips es conocido por su interpretación del segundo oficial Charles Lightoller en la exitosa película de 1997 Titanic.
En 2006 apareció en un episodio de Midsomer Murders titulado Country Matters, interpretando a Orlando Lamington.
En 2011 apareció en un episodio de Sobreviví, una serie documental, interpretando a David Hunt.
En 2012 apareció en tres episodios de una serie titulada Hunted para la BBC One y HBO, interpretando a DI Everett, un corrupto inspector de policía.
En 2013 apareció en un episodio de Crimen en el paraíso interpretando a Stephen Morrison.
En 2014 apareció como Alistair Stoke, un neurocirujano, en el episodio Entry Wounds de la serie Lewis.
En 2015 interpretó el papel del padre Crowe en el cortometraje The Outer Darkness.

## Vida personal
En 1989 Phillips se casó con la actriz española Yolanda Vázquez, con quien tiene dos hijos.

## Filmografía selecta
- Ábrete de orejas (1987)
- Clarissa (1991) (miniserie de televisión)
- The Mystery of Edwin Drood (1993)
- Titanic (1997)
- Beautiful People (1999)
- The Last Great Wilderness (2002)
- One for the Road (2003)
- Vanity Fair (2004)
- The Edge of Love (2008)
- Bronson (2008)
- You Instead (2011)